# 對三民主義的批評
三民主義為中華民國憲法第一條法源依據，同時也是中國國民黨革命理論。因此自發表後，歷經戰亂至今，三民主義也就成為各種文人與政治鬥爭抨擊的靶心。以自由派、左派或主張台灣獨立的學者都對其批判。

## 五權分立
李鴻禧認為：孫文採取三權，却認為不好，自己再加上考試、監察兩權，成五權，更重要的是，孫文不採取西方“性惡論”的思想，卻採取“性善論”，讓五權分工合作，造就一個萬能政府，把以性惡哲學為基礎的法律、政治價值觀，一變成以性善為基礎的憲政思想，這種轉變是何等的巨大，整個憲政的架構和運作不同，甚至目標也不同。司徒一認為李鴻禧對“萬能政府”的提法望文生義，孫中山在憲政制度設計中並沒有“性善論”的觀點，反而專門把從事審計與彈劾的監察權獨立出來，監察權的強化說明孫中山在提出五權分工合作的同時並沒有否定制衡，只是不主張為制約而制約的政爭。

### 考試制度
考試院行使考試權，但考用不能合一，因為它沒有行政權。甚至，連到考多少人都不曉得。所以，後來就陳倉暗渡，在行政院下設人事行政局，當時設立這機構是黑機關，所以就用《動員戡亂時期臨時條款》加以合法化，但臨時條款廢除以後，人事行政局又成為黑機關，政府又將它放在《國安三法》中夾帶過關。

### 監察制度
台灣憲法專家李鴻禧指出「國父孫文發明了監察制度，將屬於立法權中的彈劾權分離出來，另外成立監察院。在國外，彈劾權是國會兩院制的國家才具有的，由下議院提出彈劾，上議院來審判。但是在中華民國：當監察院提出彈劾後，卻沒有國會可以審判，結果就將它放到司法院，在其下設公務員懲戒委員會。由監察院提起彈劾，公務員懲戒委員會審判，這是違背法學、政治學學理的笑話。彈劾是追究政治責任，不是追究法律責任。誰才能追究政治責任呢？一定是民意代表。所以，將監察院改成目前的準司法機關已是大笑話，因為有權追究公務員政治責任的人，一定是人民以及他們所選的民意代表，但現在監察院不是民意代表，居然能代表民意來追究行政機關人員的責任，這些人何德何能？而且司法院公務員懲戒委員會裡的成員又是輪調、派任的法官擔任，這些人又不是民意代表，他們又何德何能來審判公務人員是否有行政責任？這是一個很嚴重的問題。所以，部分人士認為臺灣未來在司法改革上重新規劃，整個司法問題才能有比較好的解決」。李鴻禧認為中華民國“沒有國會”，是很實際的事實觀點。1957年司法院釋字第76號大法官解釋認為國民大會、立法院、監察院共同相當於民主國家之國會，修憲後立法院是唯一的國會機關。彈劾制度有待完善（孫中山認為國民大會應負責審理彈劾案），但李鴻禧認為不分大小所有的彈劾案必須由民意代表審理，在學理上是真正以民意為執法的必然，是以參研西方制度以免流於假象民主的專制。

## 民生主義

### 漲價歸公的迷思
在漲價歸公方面，孫中山認為「從定價那年以後，那塊地皮的價格再行漲高，各國都是要另外加稅，但是我們的辦法，就要以後所加之價完全歸為公有。因為地價漲高，是由於社會改良和工商業進步。」「推到這種進步和改良的功勞，還是由眾人的力量經營而來的；所以由這種改良和進步之後所漲高的地價，應該歸之大眾，不應該歸之私人所有。」但對如何實施漲價歸公，國父遺教中並沒有更具體的說明。有學者認為孫中山的漲價歸公，屬於其獨創的「照價收買制」（照價收買，公買公賣為主，地價稅為輔），與台灣現行的土地增值稅制不同。
許多人誤認為孫中山漲價歸公的主張來自於亨利·喬治。事實上，漲價歸公的主張早見於約翰·密爾（John Stuart Mill）。其著作《政治經濟學原理》第五卷第二章第28節中就提到對土地買賣的資本利得加以課稅，因為地價上升是由地主改良及社會改良所致。扣除地主自行改良所增值的部分後，應該歸還給社會。
但土地增值稅的問題在於：如果將地價上漲部分全數歸公，在土地持有成本（利率及持有稅）低的時候，地主便沒有出售土地的動機，造成閉鎖效果。如果地主永遠不賣土地，沒有買賣的行爲，漲價便無從歸公，而地利依然歸私（地主仍然享受公共投資而無需付額外成本）。此外，土地增值稅與利得稅，在持有成本低的時候，也會發生轉嫁效果：如果稅負不能轉嫁給買方負擔，則地主寧可不出售，這樣反而導致地價上漲。
另一方面，亨利·喬治對於孫中山民生主義的影響主要是土地單一稅論，亦即政府應以地價稅作為單一收入，而停止徵收其他雜稅。孫中山曾指出「中國行了社會革命之後，私人永遠不用納稅，但收地租一項，已成地球上最富的國 。」並曾在多次演講與民生主義第二講中提倡以地價稅作為政府主要稅收。亨利喬治的土地單一稅論並非異想天開，多位當代經濟學家如米爾頓·傅利曼及威廉·維克里等人就指出地價稅為「最不壞的稅」與「最好的稅」。由史迪格里茲所證明的「亨利喬治定理」，近年來更被學者喻為「地方財政金律」（The Golden Rule of Local Public Finance）。然而，台灣地方政府為了派系選票考量，罔顧國父遺教及歷年稅改會議與監察院所提出「輕土增稅重地價稅」的建議，刻意壓低地價稅等持有稅，降地囤地養地成本，方便土地炒作。這不但與民生主義「以地價稅作為政府主要財源」的精神背道而馳，同時也導致地方財源枯竭，每年必須仰賴大量中央補助，扭曲國家資源分配。

### 國營效率
「發達國家資本，節制私人資本。」台灣早期大量的國營事業，如：台鹽、台肥、台鐵、菸酒公賣局、郵局、電信局等企業的確有壓低價格，照顧人民生活的優點，但也有服務品質不見提升，政府財政負擔越來越重等流弊。如何在其中取得平衡點，使全國人民獲得最大好處，對中華民國政府來說是很大的挑戰。